# Selección de hockey sobre hielo sub-18 de Alemania Democrática
La selección de hockey sobre hielo sub-18 de Alemania Democrática fue el equipo nacional de hockey sobre hielo sub-18 masculino de Alemania del Este. Dejó de existir después de la reunificación de Alemania en 1990.
El equipo hizo dos apariciones en el Campeonato Europeo Juvenil de Hockey sobre Hielo, terminando sexto en 1968 y ganando el Grupo C en 1990. También participaron en el Campeonato Europeo Sub-19 no oficial de 1967.

## Participaciones

### Campeonato Europeo Sub-18[1]
- 1967 (no oficial): tercero en el Grupo B
- 1968: sexto lugar
- 1969-1989: no participó
- 1990:  en el Grupo C